# Коршунов, Лев Александрович
Лев Алекса́ндрович Ко́ршунов (р. 13 февраля 1946 года, Иркутск) — российский общественный и политический деятель, губернатор Алтайского края в 1994—1996 годах. Доктор экономических наук (2011).

## Биография

### Образование и учёные степени
Окончил три вуза: Алтайский государственный технический университет (1965—1970), Московский инженерно-экономический институт (1973—1977), Российскую академию государственной службы при Президенте РФ (1998—2000). В первом учился очно, в двух других — заочно. В итоге он получил специальности инженера-строителя и инженера-экономиста, а также юриста.
В 2001 году защитил диссертацию на тему «Налоговые ресурсы региона в условиях перехода к рыночной экономике (на примере Алтайского края)», получил степень кандидата экономических наук. Имеет монографию, 2 учебных пособия и более 20 научных статей. В 2006 году подготовил к защите диссертацию «Устойчиво-безопасное развитие экономики регионов в условиях пространственных трансформаций (на примере Алтайского края)» на соискание ученой степени доктора экономических наук, в которой согласно расследованию сетевого экспертного сообщества Диссернет были обнаружены масштабные заимствования, но по неизвестным причинам защиты не состоялось. 16 февраля 2011 года защитил докторскую диссертацию «Повышение экономической безопасности региона в процессе пространственных трансформаций» (научные консультанты А. А. Куклин и А. И. Татаркин; официальные оппоненты А. А. Козицын, О. А. Романова и Д. Е. Сорокин), где также были обнаружены масштабные заимствования.

### Трудовая деятельность
Работать начал в 1970 году в Барнауле линейным мастером, затем прорабом, инженером-геодезистом, заместителем начальника производственно-технического отдела СУ-12 треста «Алтайпромстрой». С 1977 года — главный инженер, а позже — начальник СУ 38 треста «Алтайкоксохимстрой» Заринска. В 1984—1987 годах работал управляющим трестом № 46 «Главалтайстроя» в Рубцовске. С 1987 по 1991 год — председатель Рубцовского горисполкома, председатель городского Совета народных депутатов.
С ноября 1991 года — заместитель главы краевой администрации, первый заместитель главы краевой администрации.

### Губернатор Алтайского края
В январе 1994 года Владимир Райфикешт ушёл в отставку. По его рекомендации Борис Ельцин назначил новым губернатором Л. А. Коршунова. Во время его губернаторства начались многомесячные задержки выплаты пенсий и зарплаты бюджетникам. Экономика края оказалась неприспособленной к новым условиям.
Алтайский край продолжал оставаться дотационным регионом. Но благодаря хорошим отношениям с премьером Виктором Черномырдиным Коршунов добился принятия постановления правительства «О мерах государственной поддержки в преодолении депрессивных явлений в экономике Алтайского края». Документ предписывал Минфину «до принятия федерального закона о государственных минимальных социальных стандартах ежегодно определять объём финансовой поддержки Алтайского края из федерального бюджета, учитывая специфику и особенности кризисного состояния его экономики». Кроме того, губернатор добился начала газификации региона.
В декабре 1996 года проиграл первые губернаторские выборы в Алтайском крае Александру Сурикову.

### Государственная служба в 1997—2007 годах
С февраля 1997 года работал начальником государственной налоговой инспекции по Алтайскому краю, руководителем управления МНС РФ по Алтайскому краю. На этой должности получил чин государственного советника налоговой службы Российской Федерации III ранга.
С 1998 года — заведующий кафедрой «Государственная налоговая служба» Алтайского государственного технического университета, к.э.н., доцент. Член краевого межведомственного координационного совета федеральных структур.
В 2003 году избран депутатом Государственной думы по Славгородскому одномандатному округу (Алтайский край).
В марте 2007 года выдвинул свою кандидатуру на выборы ректора Алтайского государственного технического университета, а 7 августа 2007 года по рекомендации руководителя Рособразования Г. А. Балыхина его назначили исполняющим обязанности проректора по капитальному строительству АлтГТУ, чтобы впоследствии иметь юридическое право назначить его исполняющим обязанности ректора.
18 сентября 2007 года приказом Федерального агентства по образованию назначен на должность исполняющего обязанности ректора Алтайского государственного технического университета. 9 ноября 2007 года одержал победу на выборах ректора университета с перевесом в 1 голос. На этом посту оставался до 13 февраля 2012 года.
С 14 февраля 2012 года — президент вуза. С 2017 года — советник ректора.
20 июня 2012 года избран председателем Совета Общественной палаты Алтайского края.

## Награды
- Орден Почёта (1996) — за заслуги перед государством и многолетнюю добросовестную работу
- Медаль «За трудовую доблесть»
- Орден преподобного Сергия Радонежского III степени (РПЦ)
- Медаль святого благоверного князя Даниила Московского (РПЦ)
- Медаль «За заслуги во имя созидания» (Алтайский край, 20 февраля 2021) — за большой личный вклад в социально-экономическое развитие Алтайского края
- Нагрудный знак «За отличие в службе» II степени (МВД)
- Знак отличия «За заслуги в пограничной службе» I степени (ФПС)